# Muscularis mucosae
Se llama muscularis mucosae al fino estrato de fibras musculares que forma parte de la mucosa que tapiza la pared interna de diferentes órganos del tubo digestivo, principalmente esófago, estómago, intestino delgado e intestino grueso. No debe confundirse con la túnica muscular o muscularis externa que también está formada por músculo liso pero presenta mayor grosor y se encuentra más externa.
Las cuatro capas que forman la pared del tubo digestivo son:
- Túnica mucosa. Es la capa más interna que está en contacto con los alimentos y los jugos gástricos.
- Túnica submucosa. Se encuentra situada por debajo de la mucosa.
- Túnica muscular. Formada por músculo liso se encuentra entre la submucosa y la túnica serosa.
- Túnica serosa o adventicia. Es el estrato más externo y alejado de la luz de los órganos.

La túnica mucosa consta a su vez de varias capas: El epitelio superficial, la lámina propia en la que se encuentran los vasos sanguíneos que nutren al epitelio y la muscularis mucosa que no es más que una fina capa de músculo liso en contacto con la lámina propia.
En medicina la muscularis mucosae sirve de punto de referencia para describir las lesiones de la pared del estómago y otros órganos. Si existe una solución de continuidad en la pared del estómago que no alcanza la muscularis mucosa se la llama erosión, por el contrario si la lesión es más profunda y la alcanza, se denomina úlcera.